# Annalisa Buffa
Pour les articles homonymes, voir Buffa.
Annalisa Buffa (née le 14 février 1973) est une mathématicienne italienne, spécialisée en analyse numérique et dans l'étude des équations aux dérivées partielles.

## Formation et carrière
Buffa a obtenu son diplôme de maîtrise en génie informatique, en 1996 puis en 2000 son doctorat sous la supervision de Franco Brezzi, de l'Université de Milan avec une thèse intitulée « Some numerical and theoretical problems in computational electromagnetism ». Elle a été, de 2001 à 2004 chercheuse, de 2004 à 2013 directrice de recherche (grade équivalent à celui de Professeur), et à partir de 2013 à 2016, elle a été la Directrice de l'Instituto di matematica applicata e tecnologie informatiche "E. Magenes" (IMATI) du Conseil national de la recherche (CNR) à Pavie. Depuis 2016, elle est professeure de mathématiques et titulaire de la chaire de modélisation numérique et simulation à l'École polytechnique fédérale de Lausanne (EPFL). Elle a été chercheuse invitée par de nombreuses institutions, dont le Laboratoire Jacques-Louis Lions à l'Université de Paris VI, l'École Polytechnique, l'ETH Zurich et l'Université du Texas à Austin (Institute for Computational Engineering and Sciences, ICES).

## Travaux
Les recherches de Buffa couvrent un large éventail de sujets dans les équations aux dérivées partielles et l'analyse numérique : l'analyse isogéométrique, la discrétisation entièrement compatible des équations aux dérivées partielles, l'élasticité linéaire et non linéaire, la mécanique de contact, les équations intégrales sur des variétés non-lisses, la théorie fonctionnelle pour les équations de Maxwell dans des domaines non-lisses, la méthode des éléments finis pour les équations de Maxwell, des méthodes de décomposition dans des domaines de non-conformité, l'analyse asymptotique, les techniques de stabilisation pour les discrétisations des éléments finis.

## Prix et distinctions
Buffa reçoit en 2007 le Prix Bartolozzi et en 2015 le Prix Collatz « pour son utilisation spectaculaire de concepts mathématiques profonds et complexes pour obtenir des contributions exceptionnelles au développement de simulations par ordinateur dans les sciences et l'industrie ». En 2014, elle est conférencière invitée au congrès international des mathématiciens à Séoul avec une conférence intitulée « Spline differential forms ». En 2008, elle reçoit une ERC Starting Grant et en 2016 une ERC Advanced Grant. En 2016 elle est élue membre de l'Academia Europaea.
En 2023 elle est lauréate de la conférence Sofia Kovalevskaïa.